# Duhový luk
Duhový luk je československý dramatický televizní seriál vzniklý v produkci Československé televize, která jej také v roce 1973 vysílala. Třináctidílný seriál byl vyroben ve spolupráci s polským vysílatelem Polskie Radio i Telewizja, natočil jej režisér Josef Mach podle scénáře, který napsal společně s Karlem Valterou. Seriál pojednává o pátrání po penězích a dokumentech, které zůstaly po druhé světové válce ukryté ve Vysokých Tatrách.

## Příběh
Po podivném úmrtí horolezce ve Vysokých Tatrách se začne polský člen horské služby Adam společně s Evou, českou lékařkou působící na Slovensku, zaplétat do událostí, které souvisí s místní historií během druhé světové války a kterou by i 25 let po skončení válečných událostí mnoho lidí, včetně někdejších nacistických vojáků, radši nechalo zapomenutou. Německá divize horských myslivců s krycím jménem Duhový luk převážela na konci války právě přes Vysoké Tatry do Alp falešné peníze a dokumenty, které však cestou zmizely a zůstaly po dlouhé roky skryté někde v horách.

## Obsazení

### Hlavní role
- Stanisław Mikulski jako Adam, člen polské horské služby (v češtině namluvil Jaroslav Dufek)
- Květa Fialová jako doktorka Eva Dvořáková
- Martin Růžek jako Werner, pošťák
- Józef Maliszewski jako Janiusz „Starý“, polský horal (v češtině namluvil Bohuš Záhorský)
- Marie Drahokoupilová jako Veronika, servírka
- Karel Šebesta jako horský vůdce
- Zdeněk Kampf jako vrchní číšník
- Jozef Majerčík jako dřevorubec
- Bohumil Šmída jako dřevorubec
- Ivan Palúch jako Petruška, dřevorubec
- Pavel Jiras jako dřevorubec
- August Kowalczyk jako Stašek, polský policejní vyšetřovatel (v češtině namluvil Josef Langmiler)
- Milan Klásek jako Walter, německý ichtyolog

### Vedlejší role
- Jiří Vršťala jako Ledig, německý turista
- Mieczysław Stoor jako Heinz
- Václav Voska jako doktor Dvořák, manžel Evy Dvořákové
- Josef Kemr jako Sekyrka, lesní dělník a opilec
- Zdeněk Kryzánek jako Lukáš, parťák dřevorubců
- Tomáš Javorský jako ???
- Václav Kyzlink jako hostinský
- Jan Libíček jako vedoucí horské chaty

## Produkce
Podnět k vytvoření seriálu Duhový luk dal v roce 1970 ústřední ředitel Československé televize Jan Zelenka, který také navrhl hlavní dvojici, Stanisława Mikulského a Květu Fialovou. Námět napsal Karel Valtera a na základě něj vznikl scénář, jenž je dílem Valtery a Josefa Macha, který třináctidílný seriál posléze režíroval. Pořad vznikl v koprodukci Československé a polské televize, ve spolupráci s Filmovým studiem Barrandov. do hlavních rolí byli skutečně obsazeni Mikulski a Fialová. Pro další postavy autoři ještě v srpnu 1971 uvažovali například o Rudolfu Hrušínském či Karlu Högerovi, k jejich obsazení ale nedošlo. V dalších rolích se objevili například Martin Růžek nebo Zdeněk Kampf, z polských herců pak například Józef Maliszewski a August Kowalczyk.
Natáčení začalo v září 1971, kdy štáb pořizoval exteriérové záběry ve Vysokých Tatrách. Na konci roku 1971 se točilo v ateliérech Filmového studia Barrandov, do Tater se štáb vrátil v březnu 1972. Filmaři točili přímo v horách, rovněž i v Tatranské Javorině, ve Starém Smokovci či Tatranské Lomnici, a také na polské straně hor. V průběhu práce na seriálu zemřel 9. března 1972 v Zakopaném herec Józef Maliszewski, který v něm ztvárnil starého horala Janiusze. Natáčení bylo ukončeno v létě 1972, štáb používal 35mmm filmový materiál.
Hudbu k seriálu napsal Zdeněk Liška a pod vedením Františka Belfína ji nahrál Filmový symfonický orchestr.

## Vysílání
Seriál Duhový luk uvedla Československá televize na I. programu od dubna do června 1973. První díl měl premiéru 26. dubna 1973, v dalších týdnech byly vysílány vždy dva díly týdně, takže poslední část byla uvedena 7. června 1973. Seriál byl zařazen do podvečerního vysílání, začátky jednotlivých dílů o délce od 27 do 49 minut byly v rozmezí od 18.00 hodin do 18.15 hodin.

### Seznam dílů
| Č. v seriálu | Název                | Režie      | Scénář                     | Datum premiéry  |
| ------------ | -------------------- | ---------- | -------------------------- | --------------- |
| 1            | Smrt na štítě        | Josef Mach | Karel Valtera a Josef Mach | 26. dubna 1973  |
| 2            | Svědek               | Josef Mach | Karel Valtera a Josef Mach | 1. května 1973  |
| 3            | Strach               | Josef Mach | Karel Valtera a Josef Mach | 3. května 1973  |
| 4            | Noční rozhovor       | Josef Mach | Karel Valtera a Josef Mach | 8. května 1973  |
| 5            | Poklad na jezeře     | Josef Mach | Karel Valtera a Josef Mach | 10. května 1973 |
| 6            | Svátek Všech svatých | Josef Mach | Karel Valtera a Josef Mach | 15. května 1973 |
| 7            | Houpačka smrti       | Josef Mach | Karel Valtera a Josef Mach | 17. května 1973 |
| 8            | Štvanice             | Josef Mach | Karel Valtera a Josef Mach | 22. května 1973 |
| 9            | Muži jdou městem     | Josef Mach | Karel Valtera a Josef Mach | 24. května 1973 |
| 10           | Muž s maskou         | Josef Mach | Karel Valtera a Josef Mach | 29. května 1973 |
| 11           | Štědrý večer         | Josef Mach | Karel Valtera a Josef Mach | 31. května 1973 |
| 12           | Odplata              | Josef Mach | Karel Valtera a Josef Mach | 5. června 1973  |
| 13           | Lavina               | Josef Mach | Karel Valtera a Josef Mach | 7. června 1973  |

## Přijetí
Hodnocení seriálu v Rudém právu bylo převážně negativní. Autor textu sice ocenil záběry z hor a „sympatické herecké výkony“, avšak kritizoval až příliš pomalý spád děje a celkově pořad charakterizoval jako „limonádový románek lásky i se stejně limonádovým happy endem“ s mnoha začatými zápletkami a osudy postav, které však mnohdy nebyly dokončeny a vyzněly do ztracena. Rovněž podle listu Tvorba byl problémem scénář, „který se snažil za každou cenu dosáhnout maximální délky televizního seriálu a ‚roztáhl‘ základní příběh do nudných třinácti pokračování“, i když ve vyprávění neexistovaly paralelní dějové linky, které by se propojovaly. Kritizována byla také hudba Zdeňka Lišky kvůli neustále se opakujícímu jednomu motivu, rovněž herci museli, podle autora, podstoupit „marný souboj s nevěrohodností dialogů a charakterů postav“.

## Související díla
V roce 1974 (v tiráži uveden rok 1973) vydalo nakladatelství Naše vojsko knižní adaptaci seriálu, kterou napsal Karel Valtera.